# Polomí
Polomí är en ort i Tjeckien.   Den ligger i regionen Olomouc, i den östra delen av landet, 190 km öster om huvudstaden Prag. Polomí ligger 457 meter över havet och antalet invånare är 149.
Terrängen runt Polomí är kuperad norrut, men söderut är den platt. Terrängen runt Polomí sluttar österut. Runt Polomí är det ganska tätbefolkat, med 86 invånare per kvadratkilometer. Närmaste större samhälle är Uničov, 19,8 km nordost om Polomí. Trakten runt Polomí består till största delen av jordbruksmark.